# Máriási Zsolt
Máriási Zsolt (Ózd, 1967. október 14. –) válogatott labdarúgó, hátvéd.

## Pályafutása

### Klubcsapatokban
Pályafutása nagy részét a Videoton csapatában játszotta. Az 1990-es évek elején más magyar élvonalbeli klubokban is játszott, mint a Rába ETO, a Diósgyőr és a  Vasas. 1997-ben külföldre költözött Horvátországba, ahol egy szezont játszott az NK Osijek csapatában a horvát első ligában.

### A válogatottban
1988 és 1990 között öt alkalommal szerepelt a válogatottban. Hatszoros olimpiai válogatott (1989), Tízszeres ifjúsági válogatott (1984–86), egyszeres egyéb válogatott (1987), kilencszeres utánpótlás válogatott (1988–89, 1 gól).

## Sikerei, díjai
- Magyar bajnokság
  - 4.: 1988–89, 1991–92

## Statisztika

### Mérkőzései a válogatottban
| Magyarország | Magyarország       | Magyarország                   | Magyarország | Magyarország | Magyarország     | Magyarország | Magyarország | Magyarország |
| #            | Dátum              | Helyszín                       | Hazai        | Eredmény     | Vendég           | Kiírás       | Gólok        | Esemény      |
| ------------ | ------------------ | ------------------------------ | ------------ | ------------ | ---------------- | ------------ | ------------ | ------------ |
| 1.           | 1988. november 15. | Pireusz, Karaiszkákisz Stadion | Görögország  | 3 – 0        | Magyarország     | barátságos   | -            |              |
| 2.           | 1990. március 20.  | Budapest, Üllői úti Stadion    | Magyarország | 2 – 0        | Egyesült Államok | barátságos   | -            | 81'          |
| 3.           | 1990. március 28.  | Budapest, Népstadion           | Magyarország | 1 – 3        | Franciaország    | barátságos   | -            |              |
| 4.           | 1990. április 11.  | Salzburg, Lehen Stadion        | Ausztria     | 3 – 0        | Magyarország     | barátságos   | -            |              |
| 5.           | 1990. június 2.    | Budapest, Fáy utcai Stadion    | Magyarország | 3 – 1        | Kolumbia         | barátságos   | -            | 77'          |
|              | Összesen           |                                |              | 5            | mérkőzés         |              | 0            | gól          |